# Chrotopterus auritus
Chrotopterus auritus (en: Big-eared woolly bat) är en fladdermusart som först beskrevs av Peters 1856.  Chrotopterus auritus är ensam i släktet Chrotopterus som ingår i familjen bladnäsor. IUCN kategoriserar arten globalt som livskraftig. Inga underarter finns listade i Catalogue of Life.
Det vetenskapliga släktnamnet är sammansatt av de grekiska orden chrotos (hud) och pteron (vinge). Artepitet auritus syftar på fladdermusens stora öron.

## Utseende
Individerna blir 100 till 112 mm långa (huvud och bål), har en 7 till 17 mm lång svans och en underarmlängd av 75 till 87 mm. För en hane och en hona registrerades vikten och de vägde 72,7 respektive 90,5 g. På ovansidan är den långa mjuka pälsen mörkbrun och undersidan är täckt av gråbrun päls. Öronen är ganska stora och de är inte sammanlänkade med en hudremsa. I motsats till arten stor spjutnäsa (Vampyrum spectrum) har Chrotopterus auritus bara två framtänder i underkäken. Svansen är helt inbäddad i flygmembranen. Arten har mjuka läppar med undantag av en V-formig vårta i underläppens mitt. Liksom de flesta andra medlemmar av familjen har arten ett blad (hudflik) på näsan.

## Utbredning och habitat
Denna fladdermus förekommer i Central- och Sydamerika från södra Mexiko till norra Argentina. Habitatet utgörs av täta skogar som regnskogar, tropiska lövfällande skogar och molnskogar. Ofta vistas arten nära vattendrag eller träsk.

## Ekologi
Individerna vilar i trädens håligheter, i grottor och i ruiner. Där bildas vanligen flockar med tre till fem medlemmar eller sällan upp till sju medlemmar. Födan utgörs av insekter och frukter samt av några mindre ryggradsdjur som grodor, ödlor, pungråttor, smågnagare och småfåglar. Under regntiden äter arten främst insekter.
Parningen sker vanligen under senare delen av året. Dräktigheten varar cirka 220 dagar och sedan föds en enda unge. Ungen diar sin mor upp till nio månader och blir könsmogen efter ett till två år.
Arten delar utbredningsområde med flera andra fladdermöss. Per natt jagar fladdermusen byten som tillsammans väger 10 till 35 g och i sällsynta fall upp till 70 g. Chrotopterus auritus intar vilopositionen med huvudet nedåt innan den äter.

## Bildgalleri

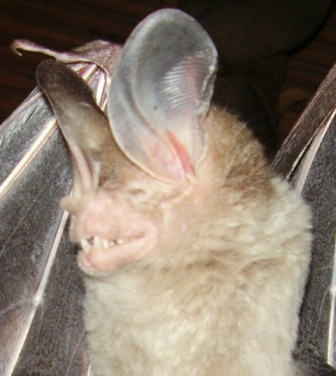
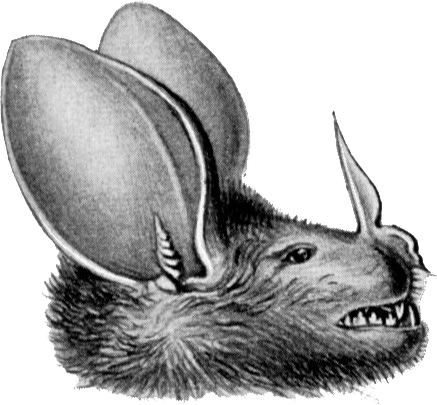